# James Dewar

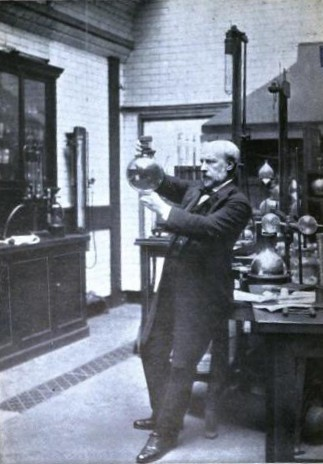
Sir James Dewar, 1910

Sir James Dewar (* 20. September 1842 in Kincardine, Schottland; † 27. März 1923 in London, England) war ein schottischer Physikochemiker.

## Leben
Dewar war der Sohn eines Weinhändlers (seine Eltern starben, als er 15 Jahre alt war). Er besuchte die Kincardine Parish School und die Dollar Academy und studierte an der Universität Edinburgh, an der er Assistent von Lyon Playfair war, und an der Universität Gent, wo er sich bei August Kekulé weiter ausbildete. 1875 wurde er Jacksonian Professor für experimentelle Naturwissenschaften an der Universität Cambridge und wurde Fellow des Peterhouse College. 1877 wurde er als Nachfolger von John Hall Gladstone Fullerian Professor für Chemie in Cambridge. Nach seinem Tod wurde er im Golders Green Crematorium in London eingeäschert, wo sich auch seine Asche befindet.

## Werk
Dewar untersuchte unter anderem Oxidationsprodukte des Nikotins, die Umwandlung von Chinolin in Anilin, die physikalischen Konstanten des Wasserstoffs, Chemie bei elektrischen Entladungen und deren Temperatur sowie Temperatur der Sonne, Hochtemperaturforschungen, Spektrophotometrie sowie die physiologische Wirkung des Lichts (elektrische Messungen an der Retina mit J. G. McKendrick).
Dewar hat 1867 eine Struktur für Benzol vorgeschlagen, die sich nicht erhärtete. Die von ihm beschriebene Substanz wird noch heute als Dewar-Benzol bezeichnet, sie wurde 1962 erstmals hergestellt.
Seit den 1870er Jahren beschäftigte er sich mit der Tieftemperaturphysik und schrieb mehrere Abhandlungen über flüssige Luft. Schon 1874 benutzte er ein doppelwandiges, evakuiertes Metallgefäß in seinen Experimenten.
1878 präsentierte er vor der Royal Institution den Apparat und die Versuche von  Louis Paul Cailletet und Raoul Pictet zur Sauerstoffverflüssigung und Luftverflüssigung (erstmalige öffentliche Demonstration in England). Er erzeugte auch festen Sauerstoff. 1891 baute er in der Royal Institution einen Apparat, der flüssigen Sauerstoff in großem Umfang erzeugen konnte. Damit zeigte er die magnetischen Eigenschaften von flüssigem Sauerstoff und flüssigem Ozon.
Dewar erfand 1893 ein doppelwandiges, aus verspiegeltem Glas bestehendes evakuiertes Transport- und Lagergefäß für flüssige Gase, das nach ihm Dewar-Gefäß genannt wird, und nach dessen Prinzip noch heute Isolierkannen und Behältnisse zum Aufbewahren von Trockeneis und flüssigen Gasen aufgebaut sind. Einen Vorläufer eines solchen Gefäßes, jedoch ohne Verspiegelung der Glasinnenseiten, beschrieb Adolf Ferdinand Weinhold bereits im Jahre 1881 in seinem Buch Physikalische Demonstrationen für die Darstellung festen Quecksilbers durch Abkühlen. Dewar galt zwar als Erfinder des Dewargefäßes, das ihn berühmt machte, meldete es aber nicht zum Patent an und verlor einen Patentprozess gegen die Firma Thermos, die es vermarktete.
Er untersuchte spektroskopisch Bestandteile der Luft, die bei tiefen Temperaturen abgetrennt werden konnten und elektrische Eigenschaften bei tiefen Temperaturen.
Mit Frederick Augustus Abel erfand er das rauchlose Pulver, das militärische Anwendung gefunden hat, und den Sprengstoff Kordit. Mit Henri Moissan gelang Dewar 1897 die Verflüssigung von Fluor und 1898 die des Wasserstoffs. 1899 ließ er Wasserstoff erstarren und erzeugte dabei mit 14 Kelvin die bis dahin niedrigste Temperatur, bei der mit Ausnahme von Helium alle Stoffe im festen Aggregatzustand vorliegen.

## Ehrungen und Mitgliedschaften
Dewar war mehrmals für den Nobelpreis vorgeschlagen. Er war Fellow der Royal Society (1877) und der Royal Society of Edinburgh (1869). Er erhielt 1894 die Rumford Medal der Royal Society, 1909 deren Davy Medal und 1916 deren Copley Medal. 1901 hielt er die Bakerian Lecture und er hielt mehrfach die Christmas Lectures der Royal Institution, deren Mitglied er war. 1899 wurde er in die American Philosophical Society, 1907 in die National Academy of Sciences, 1908 in die Académie royale des Sciences, des Lettres et des Beaux-Arts de Belgique und 1920 in die Académie des sciences in Paris gewählt. 1904 wurde er als Knight Bachelor geadelt, wurde Ehrendoktor in Oxford, erhielt die Gunning Victoria Medal der Royal Society of Edinburgh und erhielt die Lavoisier-Medaille (Académie des Sciences). 1897 wurde er Präsident der Chemical Society und 1902 der British Association for the Advancement of Science. 1906 erhielt er die Mateucci-Medaille und 1908 die Albert Medal. Er war 1893/94 in der königlichen Kommission für die Wasserversorgung Londons und im Komitee für Sprengstoffe. Ihm zu Ehren ist der Mount Dewar in der Antarktis benannt, ein Mondkrater und eine Straße auf dem Gelände der Universität Edinburgh.